# Мерцедес АМГ Петронас
 Мерцедес АМГ Петронас (на английски: Mercedes AMG Petronas) е тим от Формула 1, който се завръща в календара на ФИА – Формула 1 през сезон 2010, за първи път като самостоятелен тим от 1955 г.
Въпреки че стават три пъти Световни шампиони, след сезон 1955, Мерцедес напуска Формула 1, като се завръща частично в най-престижния спорт, чак в началото на 90-те години на ХХ век, когато подкрепя екипа на Заубер, доставяйки двигатели за него, а по-късно и за тима на Макларън (който заменя двигателите Пежо, с такива на Мерцедес).

## Придобиване наБраун ГП
От ръководството на компанията Мерцедес-Бенц решават да се отделят като самостоятелен тим, след 15-годишно сътрудничество с екипа на Рон Денис – Макларън довело до двете Световни титли на Мика Хакинен, през 1998 и 1999 година. Решението идва в края на 2009 година, когато Мерцедес-Бенц закупуват екипа на Браун ГП, който същата година става Световен шампион при пилотите и конструктурите във Формула 1. Сделката включва оставането на бившия собственик на Браун ГП – Рос Браун, който ще управлява новият екип, заедно със спортния директор на Мерцедес – Норберт Хауг.
Сделката е осъществена в партньорство с команията от ОАЕ – Aabar Investments, като двете фирми придобиват общо 75,1% от Браун ГП (Мерцедес чрез команията майка – Даймлер АГ придобива 45,1% а Aabar Investments 30%).
В края на сезон 2009 година се появяват слухове, че Мерцедес проявява интерес към закупуването на екипа на Браун ГП.
На 16 ноември 2009 г., този интерес е официално потвърден. В изявление е обявено, че Мерцедес ще поеме управлението на Браун ГП, а Рос Браун ще продължи да изпълнява задълженията си като мениджър на отбора. Екипът ще продължи да използва базата в Бракли, Великобритания, която се намира на по-малко от 30 мили разстояние от завода за производство на двигателите на Мерцедес за Формула 1, намиращ се в Бриксуърд.
Младият немски пилот Нико Росберг (син на световния шампион – Кеке Росберг) е обявен като първи пилот на тима, на 23 ноември 2009 година. От пилотите, донесли шампионските титли за екипа през 2009 година, Дженсън Бътън подписва с Макларън, а Рубенс Барикело се премества в друг британски тим – Уилямс. Това означава, че Мерцедес ГП започва сезон 2010 с двама нови пилоти.
Придобиването на Браун ГП означава, че Мерцедес се разделя с Макларън, след 15-годишно партньорство и три спечелени титли. Притежаваният от компанията Даймлер АГ (която притежава Мерцедес) дял от 40% в Макларън, ще бъде продаден обратно на Макларън Груп за 500 млн. британски паунда. Една от причините за Мерцедес да се раздели с Макларън е „защото от Макларън има амбициозни планове да построи спортен автомобил“, което се отнася за плановете на Макларън да пусне в производство нов спотен автомобил – Макларън MP4-12C, през 2011 година. Въпреки това, от Мерцедес заявяват, че ще продължат да доставят двигатели за Макларън до 2015 година.

## Статистика

### Световни шампиони при пилотите
| Година | Пилот              | Двигател | Гуми          |
| ------ | ------------------ | -------- | ------------- |
| 1954   | Хуан Мануел Фанджо | Мерцедес | „Континентал“ |
| 1955   | Хуан Мануел Фанджо | Мерцедес | Континентал   |

### Световни шампиони при конструкторите
- Отборът на Мерцедес печелил световния шампионат при конструкторите за първи път през 2014 година

### Пилоти участвали за Мерцедес
| N |          | Участия | Победи | ПП | НБО | Точки | Подиуми |
| - | -------- | ------- | ------ | -- | --- | ----- | ------- |
| 9 | Мерцедес | 132     | 49     | 58 | 40  | 60    | 19      |

| N  | Пилот              | Участия | Победи | ПП | НБО | Точки | Подиуми |
| -- | ------------------ | ------- | ------ | -- | --- | ----- | ------- |
| 1  | Хуан Мануел Фанджо | 12      | 8      | 7  | 5   | 81,14 | 10      |
| 2  | Луис Хамилтън      | 23      | 4      | 8  | 2   | 264   | 8       |
| 3  | Нико Росберг       | 81      | 4      | 5  | 5   | 574   | 13      |
| 4  | Стърлинг Мос       | 6       | 1      | 1  | 2   | 23    | 3       |
| 5  | Карл Клинг         | 11      | –      | –  | 1   | 17    | 2       |
| 6  | Ханс Херман        | 6       | –      | –  | 1   | 9     | 1       |
| 7  | Михаел Шумахер     | 58      | –      | –  | 1   | 148   | 1       |
| 8  | Пиеро Таруфи       | 2       | –      | –  | –   | 9     | 1       |
| 9  | Андре Симон        | 1       | –      | –  | –   | –     | -       |
| 10 | Херман Ланг        | 1       | –      | –  | –   | –     | -       |

### Двигатели, доставяни за Мерцедес
| N |          | Участия | Победи | ПП | НБО | Точки | Подиуми |
| - | -------- | ------- | ------ | -- | --- | ----- | ------- |
| 1 | Мерцедес | 16      | 9      | 8  | 9   | 60    | 19      |

### Гуми, доставяни за Мерцедес
| N | Гуми          | Участия | Победи | ПП | НБО | Точки | Подиуми |
| - | ------------- | ------- | ------ | -- | --- | ----- | ------- |
| 1 | „Континентал“ | 12      | 9      | 8  | 9   | –     | 17      |
| 2 | Бриджстоун    | 4       | –      | –  | –   | 60    | 2       |

### Победи на Мерцедес във Формула 1
| N  | Година | Пилот              | Двигател | Гуми        | Голяма награда | Писта           | Статистика |
| -- | ------ | ------------------ | -------- | ----------- | -------------- | --------------- | ---------- |
| 1  | 1954   | Хуан Мануел Фанджо | Мерцедес | Континентал | Франция        | Реймс           | Статистика |
| 2  | 1954   | Хуан Мануел Фанджо | Мерцедес | Континентал | Германия       | Нюрбургринг     | Статистика |
| 3  | 1954   | Хуан Мануел Фанджо | Мерцедес | Континентал | Швейцария      | Бремгартен      | Статистика |
| 4  | 1954   | Хуан Мануел Фанджо | Мерцедес | Континентал | Италия         | Монца           | Статистика |
| 5  | 1955   | Хуан Мануел Фанджо | Мерцедес | Континентал | Аржентина      | Буенос Айрес    | Статистика |
| 6  | 1955   | Хуан Мануел Фанджо | Мерцедес | Континентал | Белгия         | Спа-Франкоршамп | Статистика |
| 7  | 1955   | Хуан Мануел Фанджо | Мерцедес | Континентал | Нидерландия    | Зандворд        | Статистика |
| 8  | 1955   | Стърлинг Мос       | Мерцедес | Континентал | Великобритания | Ейнтрий         | Статистика |
| 9  | 1955   | Хуан Мануел Фанджо | Мерцедес | Континентал | Италия         | Монца           | Статистика |
| 10 | 2012   | Нико Росберг       | Мерцедес | Пирели      | Китай          | Шанхай          | Статистика |